# Tetilla pilula
Tetilla pilula är en svampdjursart som beskrevs av Arthur Dendy 1916. Tetilla pilula ingår i släktet Tetilla och familjen Tetillidae.
Artens utbredningsområde är havet utanför Indien. Inga underarter finns listade i Catalogue of Life.